# Caldazinha
Caldazinha is een gemeente in de Braziliaanse deelstaat Goiás. De gemeente telt 3.341 inwoners (schatting 2009).